# Jurišinka
Jurišinka (674 m n. m.) je nejvyšší hora krasového pohoří Bukovica v severní části chorvatské Dalmácie. Nachází se nad vesnicí Zelengrad na území Zadarské župy asi 9 km jižně od města Obrovac a 12 km severovýchodně od města Benkovac. Leží v hřebeni orientovaném ve směru severozápad-jihovýchod. Na vrcholu a v jeho okolí stojí větrné elektrárny.
Přístup na vrchol je možný po silničce z osady Zelengrad.